# Warner Communications Inc.
Warner Communications Inc. fue establecida en 1972, cuando Kinney National Company escindió sus activos improductivos de entretenimiento debido a un escándalo financiero sobre sus operaciones de estacionamiento, (como National Kinney Corporation) y cambió su nombre.

## Historia

### 1970
La nueva denominación goza de la buena reputación de la empresa Warner Bros. La nueva compañía se dirige, desde 1972, por Steve Ross, quien también es el director.
Fue la empresa matriz de Warner Bros. Pictures y Warner Music Group. También poseía DC Comics y la revista MAD. 
Warner hizo ganancias considerables con Atari, Inc., cuando Nolan Bushnell vendió Atari a Warner Communications por un estimado de $28 a $32 millones. Atari luego vende a millones de ordenadores y la Atari 2600. En su pico, Atari es un tercio de los ingresos anuales de Warner Communications y es, en ese momento, cuando la empresa estadounidense que tiene la mayor tasa de crecimiento. Posteriormente, Atari acumulará pérdidas, hasta su venta en 1984 a Jack Tramiel, fundador de Commodore Computers, después de la caída de videojuegos de Norteamérica de 1983. Sin embargo, Warner Communications mantiene la división de juegos electrónicos y es renombrado a Atari Games. Se vendió a Namco en 1985.
En 1979, Warner formó una empresa conjunta con la compañía de tarjetas de crédito American Express, en el cada uno estaría contribuyendo con $ 75 millones en capital. La empresa conjunta tiene dos divisiones: Warner Amex Cable Company, dirigida por Gus Hauser, que era construida de redes locales de televisión por cable en los Estados Unidos; y Warner-Amex Satellite Entertainment (WASEC) dirigido por el expresidente de la cadena CBS, John A. Schneider, como vicepresidente ejecutivo, este ofrece programas de televisión por cable. Esta empresas serían propietaria de tales canales de cable como MTV, Nickelodeon y The Movie Channel.

### 1980
En 1980, Warner Communications compra empresa de moda Franklin Mint por alrededor de $ 225 millones. Ella se sostiene de la compañía hasta 1985, cuando fue vendido a American Protección Industries Inc. (API) por $ 167,5 millones. En 1982, Warner adquirió Popular Library y CBS Publications.
En febrero de 1983, Warner Communications está interesado en el béisbol . Bajo la dirección del vicepresidente ejecutivo César P. Kimmel, la empresa compra por diez millones de dólares, el 48% de los Piratas de Pittsburgh. Luego revende su participación en noviembre de 1984, después de sufrir seis millones de dólares en pérdidas. Esto lleva el dueño mayoritario del equipo, John W. Galbreath, a seguir el ejemplo de Warner Communications.
Warner compró la mitad de American Express en 1984, y vendió la empresa unos años después a Viacom por $685 millones, que le cambió el nombre de MTV Networks. Entre 1984 y 1985, la compañía también revende Panavision y una firma de cosméticos.
Warner Communications paga $275 millones para Polygram para la compra de ediciones Chappell Music. Al año siguiente, son los estudios de grabación Teldec (Alemania) y The Imán (Reino Unido) los que se unen a la empresa. Warner Communications compra a continuación, Lorimar-Telepictures. Fue anunciado el 11 de mayo de 1988 esta adquisición, y definitivo el 12 de enero de 1989.

### Creación de Time Warner
En 1987, la fusión de Warner Communications y Time Inc., el grupo de medios creado alrededor de la revista Time, se anuncia, pero solo se llevará a cabo dos años después. El objetivo es crear un grupo americano suficientemente grande como para oponerse con éxito a los gigantes japoneses Sony y Matsushita.
Durante el verano de 1989, Paramount Communications (antes Gulf+Western) lanzó una oferta de compra hostil de $12.2 millones para la adquisición de Time Inc. y detener la fusión. Esto lleva a aumentar la oferta de Warner Communications por $14,9 millones en efectivo y acciones. Réplica de la Paramount por quejarse a una corte de Delaware para bloquear la fusión. El tribunal hace dos paradas en favorables de tiempo, obligando a abandonar a Paramount su oferta por tiempo y acción.
La fusión se hace efectiva el 10 de enero de 1990. La sociedad resultante de la fusión hace que cambie el nombre a Time Warner. El nombre de Warner Communications, sin embargo, todavía se utiliza para producciones de Registros de Warner Bros. y marcas asociadas hasta 2004.
La fusión entre Warner Communications y Time Inc. es la mayor transacción financiera de la década de 1980, y el nuevo grupo ocupa se entonces como el líder mundial en el campo de los medios de comunicación y entretenimiento.

## Después de la venta

Logotipo de Warner Music Group.

El nombre de Warner Communications todavía fue acreditado en liberado de Elektra Records y sus etiquetas hermana hasta el año 2004. Warner Music Group continúa usando el logotipo "Circulo W", diseñado por Saul Bass en 1972, incluso después de ser escindida de Time Warner.
El logotipo Warner 1972-1984 fue utilizado como carácter en Tiny Toons, junto con el escudo WB clásico de los dibujos animados, como residentes junto con Gogo y los otros residentes Wackyland. 
Warner también reutiliza su título 1972-1984 con el logotipo de Saul Bass para películas de como Magic Mike y Argo, con la actualización de la banda para reflejar "A Time Warner Company".